# Jacob-Bellecombette
Jacob-Bellecombette ist eine französische Gemeinde mit 4340 Einwohnern (Stand: 1. Januar 2022) im Département Savoie in der Region Auvergne-Rhône-Alpes. Sie gehört zum Arrondissement Chambéry sowie zum Kanton Chambéry-2. Die Einwohner werden Jacobin(e)s genannt.

## Geographie
Jacob-Bellecombette liegt auf 370 m, etwa zwei Kilometer südlich vom Stadtzentrum von Chambéry. Die Gemeinde erstreckt sich am Nordrand der Chartreuse, ein Kalksteinmassiv in den nördlichen französischen Voralpen. Die Fläche des 2,47 km² großen Gemeindegebiets grenzt an die Ebene von Chambéry und umfasst die sanft ansteigenden Ausläufer der Chartreuse bis zu einer Höhe von 576 m. Der nördliche Teil ist dicht besiedelt und bildet mit Chambéry eine durchgehende Bebauung. Im südlichen Teil entwässert der Bach Pontet das Gemeindegebiet und mündet etwa 100 m weiter westlich in die Hyère.
Die Gemeinde gliedert sich in die Ortsteile Le Biollay und Bellevue direkt an der Grenze zu Chambéry sowie Mi-Vallon und Bellecombette auf einem Hügel oberhalb des Pontet. Umgeben wird Jacob-Bellecombette von den Nachbargemeinden Chambéry im Norden, Barberaz im Osten, Montagnole im Süden sowie Cognin im Westen.

## Geschichte

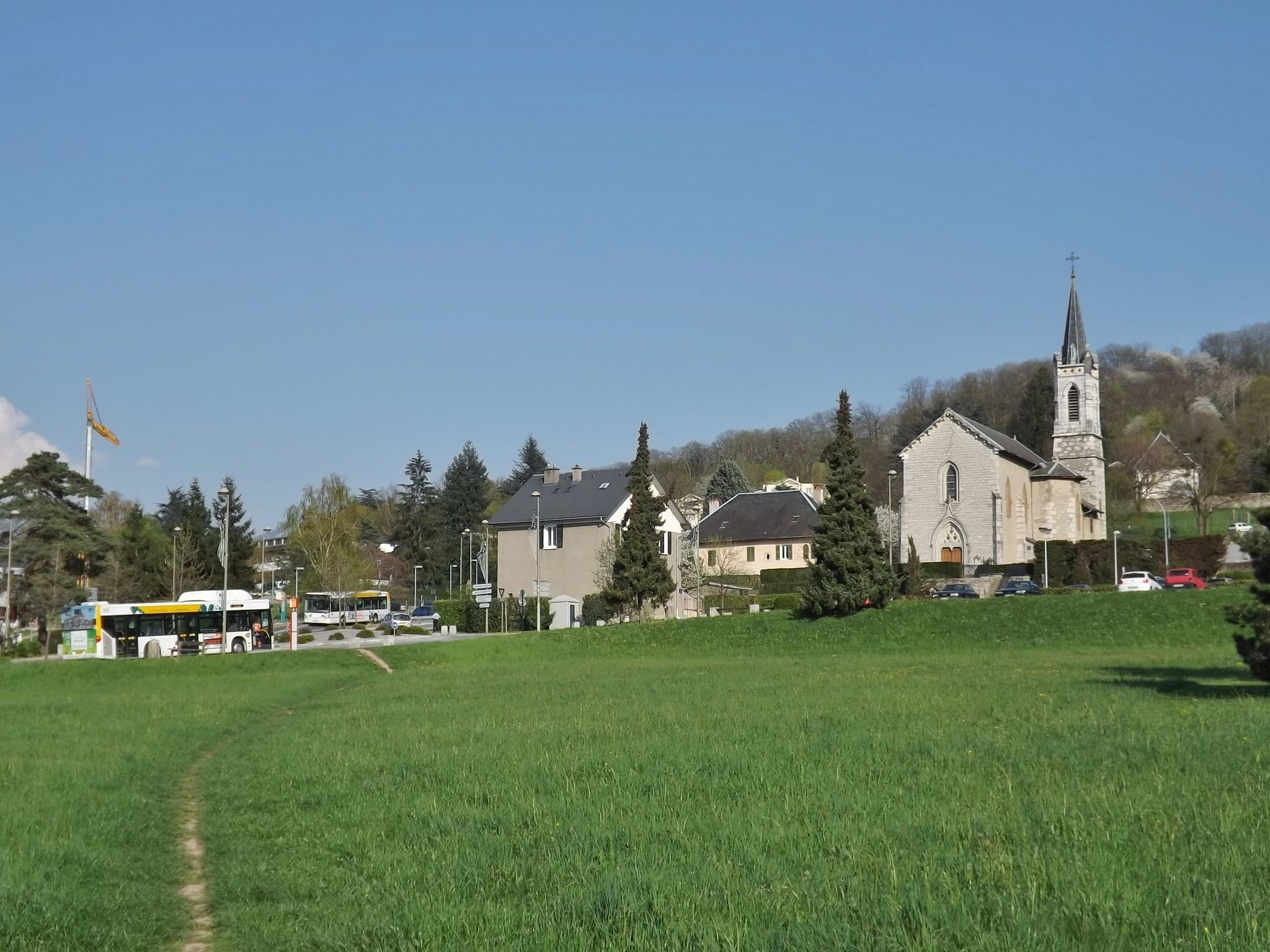
Kirche Saint-Maurice am Rand des Universitätscampus der Universität Savoyen

Die Pfarrei Jacob findet sich erstmals auf Karten des Bistums Grenoble aus dem 11. und 12. Jahrhundert verzeichnet. Bellecombette gehörte dagegen zur Pfarrei von Montagnole, bis 1497 die beiden Orte zusammengelegt wurden. Im 19. Jahrhundert wurde die Kirche Saint-Maurice durch einen Neubau im neugotischen Stil ersetzt. Nach dem Anschluss Savoyens an Frankreich 1860 gehörte Jacob-Bellecombette zuerst zum Kanton Chambéry-Sud, dann ab 1873 zum Kanton La Ravoire, ab 1985 zum Kanton Cognin und ab 2015 zum Kanton Chambéry-2.
Von 1863 bis 1993 wurde in Montagnole an der Grenze zu Bellecombette Kalkstein abgebaut, der zuerst in Cognin und später vor Ort zu Zement verarbeitet wurde. Der Transport der Materialmengen verlief jeweils durch Jacob-Bellecombette, dazu verkehrte von 1912 bis 1924 eine Zahnradbahn und von 1924 bis 1963 eine Materialseilbahn.

## Bevölkerungsentwicklung
| Jahr                       | 1962 | 1968 | 1975 | 1982 | 1990 | 1999 | 2006 | 2011 | 2020 |
| Einwohner                  | 806  | 1074 | 2410 | 2420 | 2592 | 3584 | 3885 | 3919 | 4017 |
| Quellen: Cassini und INSEE |      |      |      |      |      |      |      |      |      |

Mit 4340 Einwohnern (Stand 1. Januar 2022) gehört Jacob-Bellecombette zu den mittelgroßen Gemeinden des Département Savoie. Mit der zunehmenden Urbanisierung in der zweiten Hälfte des 20. Jahrhunderts gewann der Ort Bedeutung als Vorort von Chambéry und erfuhr innerhalb weniger Jahrzehnte eine Vervielfachung seiner Einwohnerzahl, welche in den Jahrhunderten zuvor gleichmäßig etwa 300 gelegen hatte.

## Wirtschaft und Infrastruktur
Jacob-Bellecombette ist heute vorwiegend eine Wohngemeinde, deren Erwerbstätige vor allem in Chambéry ihrer Arbeit nachgehen. Daneben gibt einige Klein- und Kleinstbetriebe. Auf dem Gemeindegebiet befindet sich einer der drei Standorte der Universität Savoyen mit den geistes- und rechtswissenschaftlichen Fakultäten.
Durch ihre Nähe zu Chambéry profitiert die Ortschaft von dessen guter Verkehrsanbindung ohne dass die Gemeinde direkt von Hauptverkehrsadern betroffen ist. Der Bahnhof von Chambéry sowie Auffahrten auf die Autobahnen A41, A43 und N201 (Stadtautobahn von Chambéry) sind jeweils nur wenige Kilometer entfernt. Eine Departementsstraße verbindet den Ort außerdem mit Montagny.